# Чопела, Йордан
Йордан Ставрев Чопела (серб. Јордан Ставра Чопела, макед. Јордан Ставрев Чопела, болг. Йордан Ставрев Чопела), в среде партизан известен под прозвищем Орде и псевдонимом Кулак (январь 1912, Варош, близ Прилепа — 9 апреля 1942, Битола) — югославский партизан-антифашист македонского происхождения. Народный герой Югославии.

## Биография
Родился в январе 1912 года в селении Варош близ Прилепа. Родом из крестьянской семьи, которая выращивала на своём участке табак.
Работал в молодости на табачной фабрике в Прилепе. Чопела состоял в рабочем движении, участвовал в массовой забастовке 4 апреля 1938 года (всего бастующих было 2 тыс.).
В 1940 году был принят в Коммунистическую партию Югославии (КПЮ), работал в Объединении производителей табачных изделий и организовывал акции протеста против монополизации.
В том же году Йордан Чопела был призван в Югославскую армию в целях перевоспитания, однако и там организовал бунт из-за того, что солдат недокармливали, за что был арестован и провёл за решёткой три месяца.
После разгрома Югославии и её капитуляции, будучи членом Прилепского городского комитета КПЮ, Йордан Чопела занялся организацией антифашистского движения, сумев сформировать Прилепский партизанский отряд. Зачастую Чопела занимался курьерской службой, доставляя сообщения. Вскоре болгарская полиция начала охоту за ним, начав его поиски в Прилепе и в пригороде Вароша.
В январе 1942 года Йордан Чопела перебрался в Битолу, где занялся формированием нового партизанского отряда.

### Смерть
Болгарская полиция продолжила охоту на Чопелу. 9 апреля 1942 года, рано утром, силы полиции окружили его дом. В неравном бою Йордан Чопела был тяжело ранен и схвачен, однако по пути в полицейский участок скончался от полученных ранений. 
Посмертно ему было присвоено звание Народного героя Югославии указом Президиума Народной скупщины СФРЮ от 1 августа 1949 года.